# アンコール (柏原芳恵のアルバム)
『アンコール』は、2007年1月11日に発売された柏原芳恵のカバー・アルバム。

## 概要
柏原本人の選曲による、男性ボーカリストの楽曲を集めたアルバム。1970年代から80年代にかけてヒットしたポップスやフォークソングを中心にカバーした『アンコール』シリーズの第1作。

## 批評
音楽情報サイトCDジャーナルのレビュー欄では、「このところカヴァーが大流行だが、久々のアルバムは男性歌手のカヴァー・アルバム。70年代のフォーク・ニューミュージック系の曲が多いが、ボサ・ノヴァの『ふれあい』やヒップホップな『学生街の喫茶店』と、大人の柏原芳恵を意識したアレンジがおもしろい。男の歌をどう歌ったか楽しむ一枚。」と紹介されている。

## 収録曲
全編曲：樫原伸彦
1. ふれあい
作詞：山川啓介　作曲：いずみたく
  - 原曲は中村雅俊のデビューシングルA面曲。
2. 夢一夜
作詞：阿木耀子　作曲：南こうせつ
  - 原曲は南こうせつの4枚目のシングルA面曲。
3. シクラメンのかほり
作詞・作曲：小椋佳
  - 原曲は布施明の35枚目のシングルA面曲。
4. ソネット
作詞・作曲：村下孝蔵
  - 原曲は村下孝蔵の14枚目のシングルA面曲。
5. Yes-No
作詞・作曲：小田和正
  - 原曲はオフコースの19枚目のシングルA面曲。
6. 止まった時計
作詞・作曲：飛鳥涼
  - 原曲は飛鳥涼が1990年に薬師丸ひろ子のアルバム『Heart's Delivery』に提供した楽曲。飛鳥涼本人は1991年のアルバム『SCENE II』でセルフカバーをしている。
7. めまい
作詞・作曲：小椋佳
  - 原曲は小椋佳の14枚目のシングルA面曲。
8. 学生街の喫茶店
作詞：山上路夫　作曲：すぎやまこういち
  - 原曲はガロの3枚目のシングル「美しすぎて」B面曲。
9. 酒と泪と男と女
作詞・作曲：河島英五
  - 原曲は河島英五のソロ・デビューシングルA面曲。
10. 時の過ぎゆくままに
作詞：阿久悠　作曲：大野克夫
  - 原曲は沢田研二の14枚目のシングルA面曲。
11. RUN
作詞・作曲：長渕剛
  - 原曲は長渕剛の26枚目のシングル表題曲。
12. 帰らざる日々
作詞・作曲：谷村新司
  - 原曲はアリスの8枚目のシングルA面曲。
13. つめたい部屋の世界地図
作詞・作曲：井上陽水
  - 原曲は井上陽水の2枚目のアルバム『陽水II センチメンタル』収録曲。